# Старонідерландська мова
Ста́ронідерла́ндська мова, або Ста́роголла́ндська мова, — мертва мова, рання форма сучасної нідерландської мови, яка розвилася з прагерманської мови. Являла собою сукупність франкських діалектів старонижньонімецької мови розповсюджених в Нижніх Країнах з 5 по 12 століття. Письмової форми не мала.

## Історія

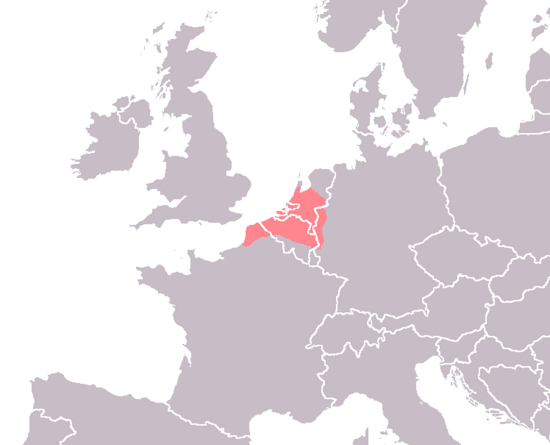
Територія поширення старонідерландської мови

Старонідерландська лексика відома лише з фрагментів текстів, і в основному була реконструйована з середньонідерландської мови та запозичених слів зі старонижньофранкської. Вона розглядається як основний етап у становленні окремої нідерландської мови. До кінця 9 століття франкські діалекти, якими говорили нащадки салічних франків перетворились в те, що знане сьогодні, як рання форма нідерландської мови. Цілком можливо, що мова утворилась раніше. Старонідерландська у свою чергу переросла в середньонідерландську близько 12 століття.

## Розповсюдження
Старонідерландська мова колись займала території сучасних Південної Голландії, Північної Бельгії, частину північної Франції, і частину регіонів Нижній Рейн та Вестфалія Німеччини. Жителі сучасних північних провінцій Нідерландів говорили тоді старофризькою мовою, а в східних регіонах давньосаксонською мовою.

## Тексти
Перший відомий документ, написаний на старонідерландською мовою — список Салічного закону, що датується приблизно 510 роком. У цьому документі є фрагменти старонідерландською: «Maltho thi afrio lito» (формула для звільнення кріпосного), «Visc flot aftar themo uuatare» («Риба плаває у воді») і «Gelobistu in got alamehtigan fadaer» («Віруйте у всемогутнього Бога-Отця»).

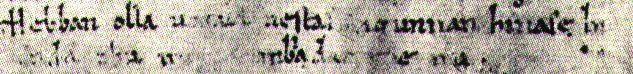
Фрагмент манускрипту Hebban olla vogala

Ймовірно, найвідомішим текстом старонідерландською є "Hebban olla vogala nestas hagunnan, hinase hic enda tu, wat unbidan we nu" («Всі птахи почали вити гнізда, крім нас з вами, чого ж ми чекаємо») — манускрипт, що датується приблизно 1100 роком, який був написаний фламандським ченцем у монастирі в Рочестері. В даний час цей манускрипт зберігається в Оксфорді.

## Відмінності в порівнянні з іншимистаронижньонімецькими діалектами
Існують деякі відмінності між старонижньофранкськими, до яких і входить старонідерландська мова та іншими старонижньонімецькими діалектами:
- в нижньофранкських відбулося спрощення германського hl (chl) на початку слів;
- форми презентних дієслів у множині ще мали закінчення -on, -et, -unt;
- довге германське ō стало дифтонгом uo, сформувалося власне закінчення іменників множини -a.

## Лінгвістична характеристика

### Фонетика

#### Приголосні
|              |              |              | Губні | Зубні/ Ясенні | Середньопіднебінні | Задньоязикові | Гортанні |
| ------------ | ------------ | ------------ | ----- | ------------- | ------------------ | ------------- | -------- |
| Носові       | Носові       | Носові       | m     | n             |                    |               |          |
| Проривні     | Проривні     | Глухі        | p     | t             |                    | k             |          |
| Проривні     | Проривні     | Дзвінкі      | b     | d             |                    |               |          |
| Фрикативні   | Шиплячі      | Глухі        |       | s             |                    |               |          |
| Фрикативні   | Не шиплячі   | Глухі        | f     | θ             |                    |               | h        |
| Фрикативні   | Не шиплячі   | Дзвінкі      | v     |               |                    | ɣ             |          |
| Апроксиманти | Апроксиманти | Апроксиманти |       | l             | j                  | w             |          |
| Ротичні      | Ротичні      | Ротичні      |       | r             |                    |               |          |

#### Голосні
|                                | Голосний переднього ряду | Голосний переднього ряду | Голосний переднього ряду | Голосний заднього ряду | Голосний заднього ряду |
| Неокруглені                    | Неокруглені              | Округлені                | Округлені                | Округлені              |                        |
| Короткі                        | Довгі                    | Короткі                  | Короткі                  | Довгі                  |                        |
| ------------------------------ | ------------------------ | ------------------------ | ------------------------ | ---------------------- | ---------------------- |
| Голосний високого піднесення   | i                        | iː                       | y                        | u                      | uː                     |
| Голосний середнього піднесення | e                        | eː                       | ø                        | o                      | oː                     |
| Голосний низького піднесення   | a                        | aː                       |                          |                        |                        |

Були присутні також дифтонги — ie (ia io), uo, iu, ei, ou.

### Граматика
Мова мала 4 відмінки — називний, родовий, давальний знахідний.

## Приклади відмінностей зсередньонідерландською мовоюта сучасноюнідерландською
Старонідерландська
Irlōsin sal an frithe sēla mīna fan thēn thia ginācont mi, wanda under managon he was mit mi.
Середньонідерландська
Erlosen sal hi in vrede siele mine van dien die genaken mi, want onder menegen hi was met mi.
Сучасна нідерландська, використовуючи такий самий порядок слів
Verlossen zal hij in vrede ziel mijn van zij die genaken mij, want onder menigen hij was met mij.
Сучасна нідерландська, використовуючи порядок слів згідно теперішніх норм
Hij zal mijn ziel verlossen in vrede van hen die mij genaken, want onder menigen was hij met mij.
Українська
«Він позбавить душу мою в мирі від тих, хто напав на мене, тому що, серед багатьох, він був зі мною»